# Kyle Dake
Kyle Douglas Dake (Ithaca, 25 de febrero de 1991) es un deportista estadounidense que compite en lucha libre.
Participó en dos Juegos Olímpicos de Verano, obteniendo dos medallas de bronce, en Tokio 2020 y París 2024, ambas en la categoría de 74 kg. Ganó cinco medallas en el Campeonato Mundial de Lucha entre los años 2018 y 2023.

## Palmarés internacional
| Juegos Olímpicos   | Juegos Olímpicos       | Juegos Olímpicos  | Juegos Olímpicos |
| Año                | Lugar                  | Medalla           | Categoría        |
| ------------------ | ---------------------- | ----------------- | ---------------- |
| 2020               | Tokio (Japón)          | Medalla de bronce | 74 kg            |
| 2024               | París (Francia)        | Medalla de bronce | 74 kg            |
| Campeonato Mundial |                        |                   |                  |
| Año                | Lugar                  | Medalla           | Categoría        |
| 2018               | Budapest (Hungría)     | Medalla de oro    | 79 kg            |
| 2019               | Nursultán (Kazajistán) | Medalla de oro    | 79 kg            |
| 2021               | Oslo (Noruega)         | Medalla de oro    | 74 kg            |
| 2022               | Belgrado (Serbia)      | Medalla de oro    | 74 kg            |
| 2023               | Belgrado (Serbia)      | Medalla de plata  | 74 kg            |